# Claud Adjapong
Claud Adjapong, né le 6 mai 1998 à Modène (Italie), est un footballeur italo-ghanéen, qui évolue au poste de défenseur à la Ascoli Calcio 1898 FC.

## Biographie

### Carrière en club
Il joue son premier match en Serie A le 11 mars 2016, contre la Juventus, en entrant en jeu à la 89e minute à la place de Matteo Politano (défaite 1-0 au Juventus Stadium). 